# Naoero Amo
Naoero Amo (Nauru först) är det enda formella partiet i republiken Nauru. Partiet är liberalt och kristdemokratiskt. 
De som grundade partiet var Kieren Keke, David Adeang, Marlene Moses, Roland Kun, Sean Oppenheimer och Sprent Dabwido. Naoero Amos fönster mot världen är The Visionary, ett sporadiskt utgivet blad som kritiserar regeringen starkt.
I valet i maj 2003 blev tre medlemmar från Naoero Amo invalda i parlamentet: David Adeang, Kiren Keke och Riddel Akua. Adeang blev finansminister, Keke blev hälso-, sport- och transportminister. Akua blev direktör för NPC. De förlorade dock sina platser då Ludwig Scottys regering blev störtad i augusti 2003, och återfick de då han återtog makten 22 juni 2004. David Adeang är idag utrikes- och justitieminister i Nauru.